# ヒマラヤスギ属
ヒマラヤスギ属（ヒマラヤスギぞく、学名：Cedrus）は、マツ目マツ科の属の1つ。よく似た円錐形の形態をとるモミ属の近縁種である。ヒマラヤ山脈西部や地中海地方に分布し、ヒマラヤでは標高1,500から3,200m、地中海では1,000から2,200mに自生している。

## 形態

### 樹形
クリスマスツリー状の形になるものもあるが、モミ属やトウヒ属が綺麗な円錐状になるのと比べて、マツ属のように荒れて崩れた印象を与えるものが多い。樹高は30-40mで、まれに60m近くに達するものもあるという。ヒマラヤスギ属の枝には2種類あり、旺盛に伸びて私たちが「枝」と認識する長枝の他に、葉の付け根にあるごく短い枝である短枝がある。これはマツ科のマツ属やカラマツ属と同じである。

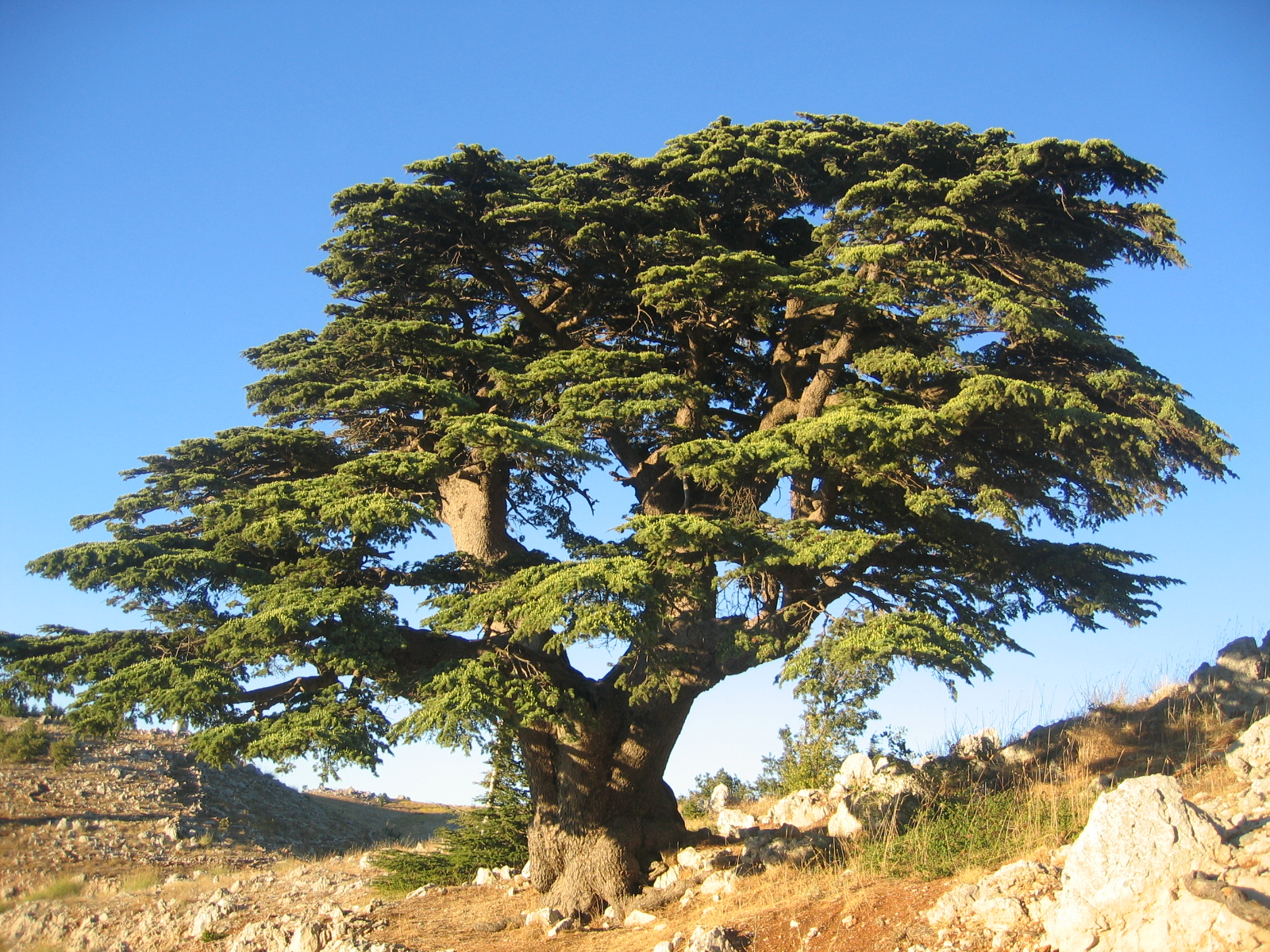
樹形の例
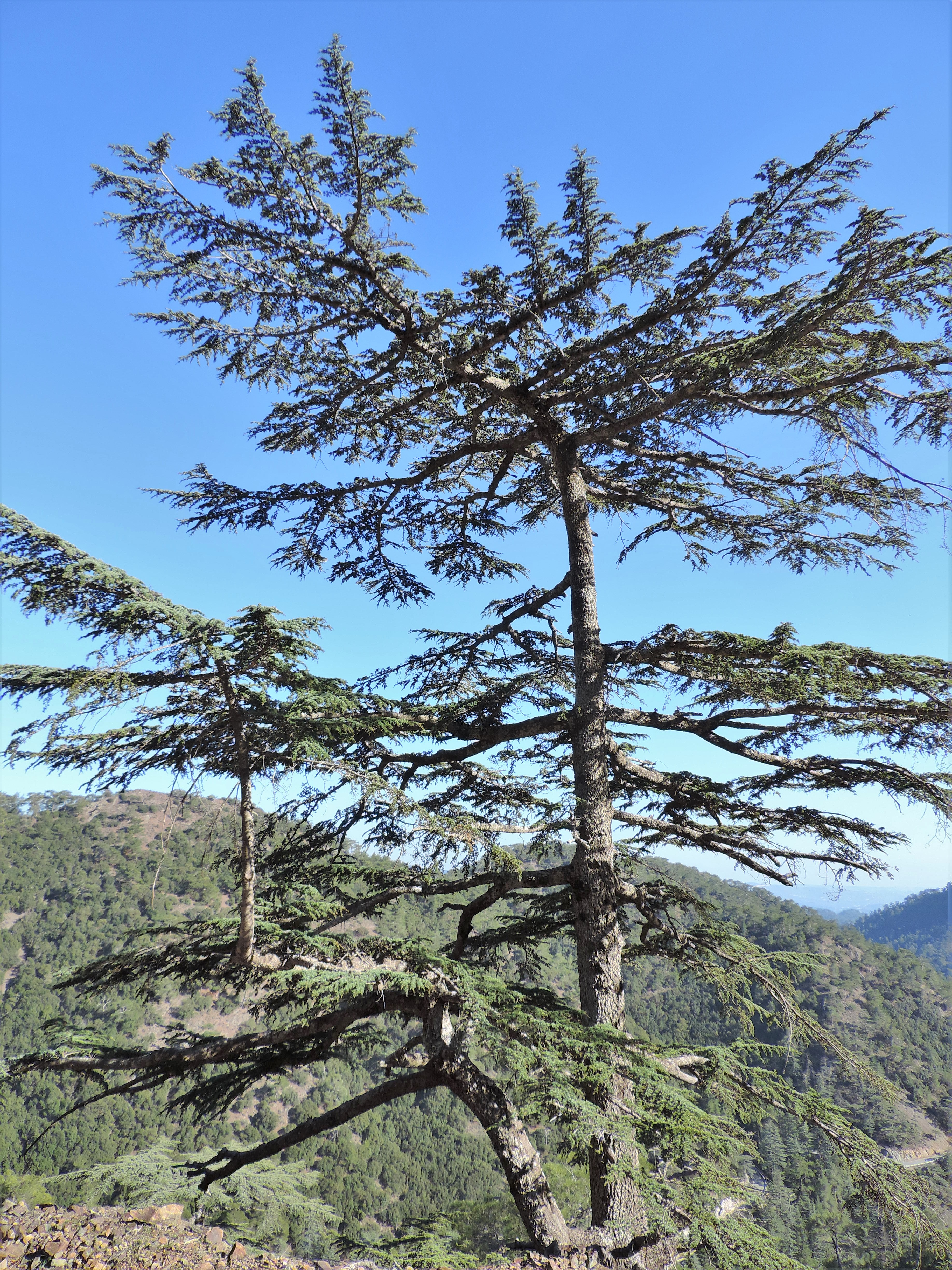
樹形の例
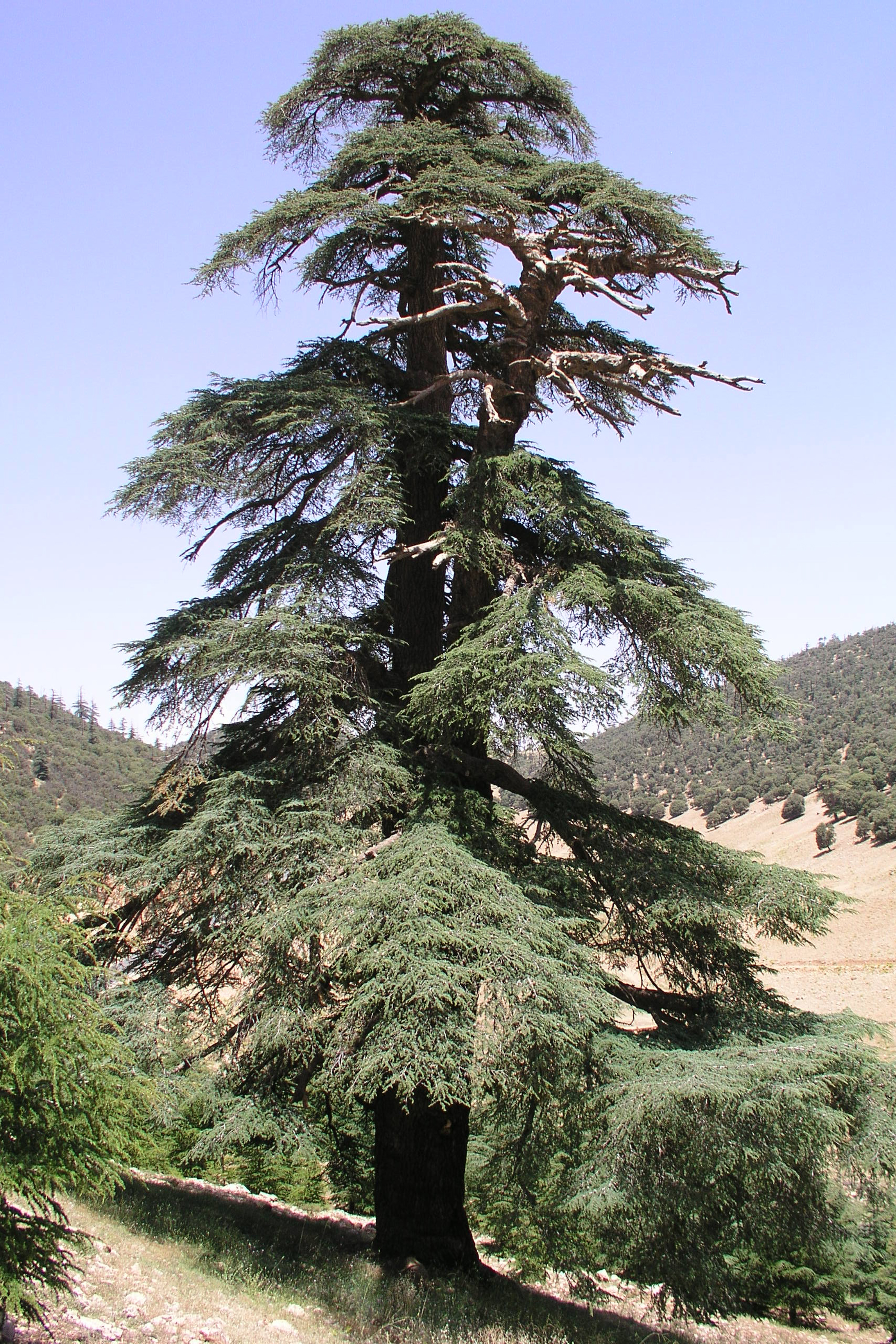
樹形の例
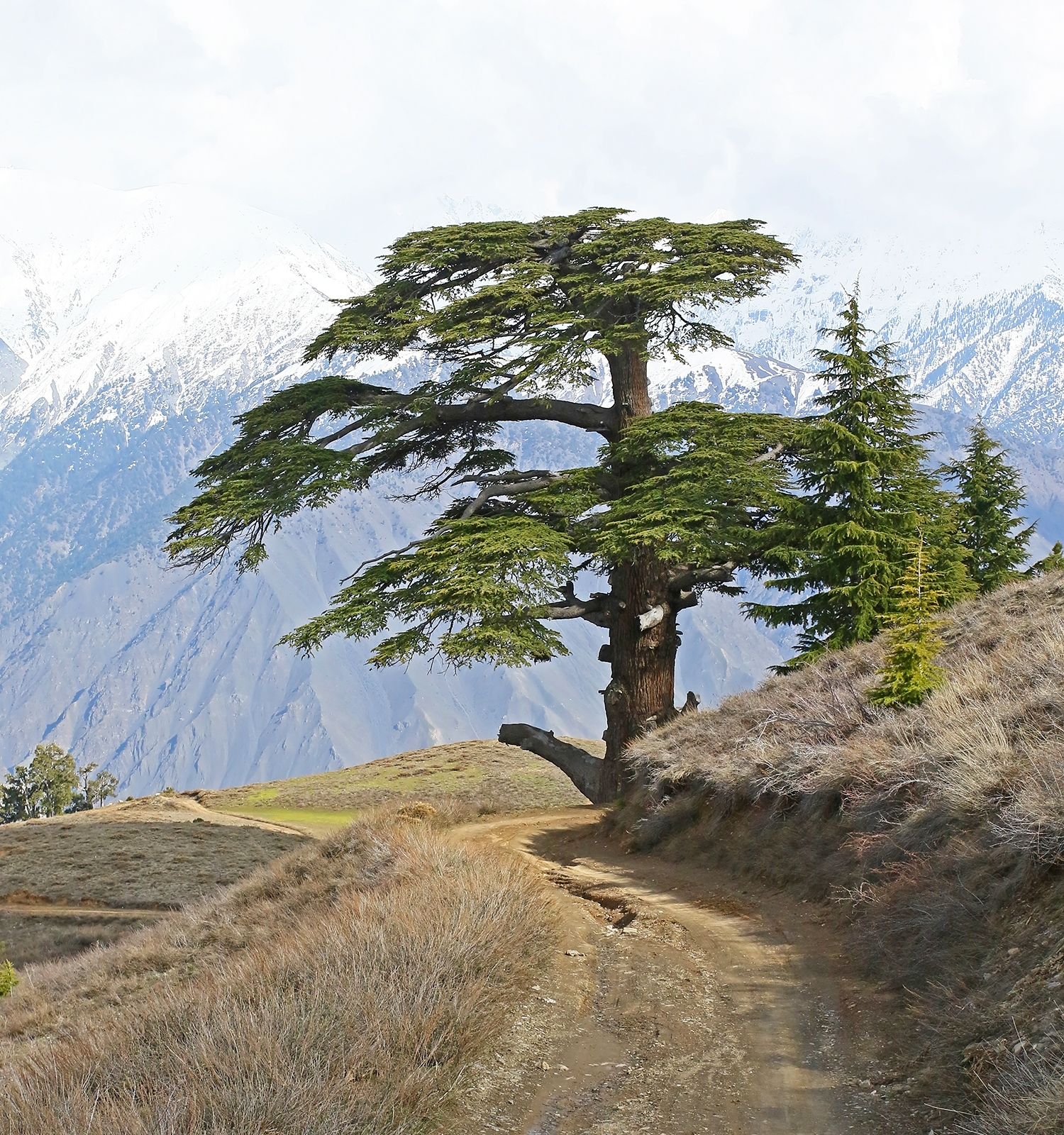
ヒマラヤスギ属の樹形
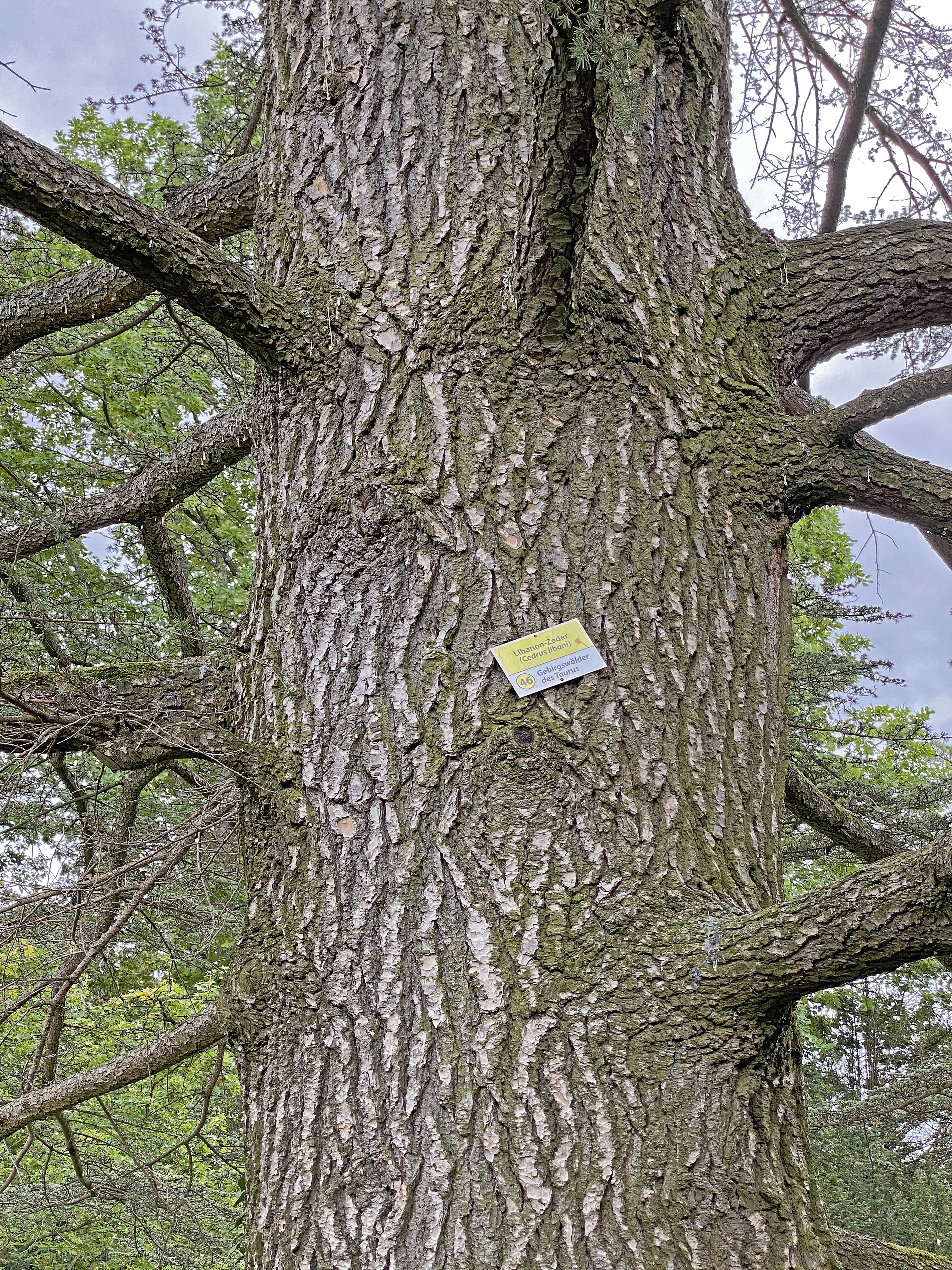
樹皮の様子

### 葉
葉は原則として短枝の先に束になって生えるだけで長枝には生えないが、枝先の若い長枝に限り葉をつける。これはカラマツ属も同じである。

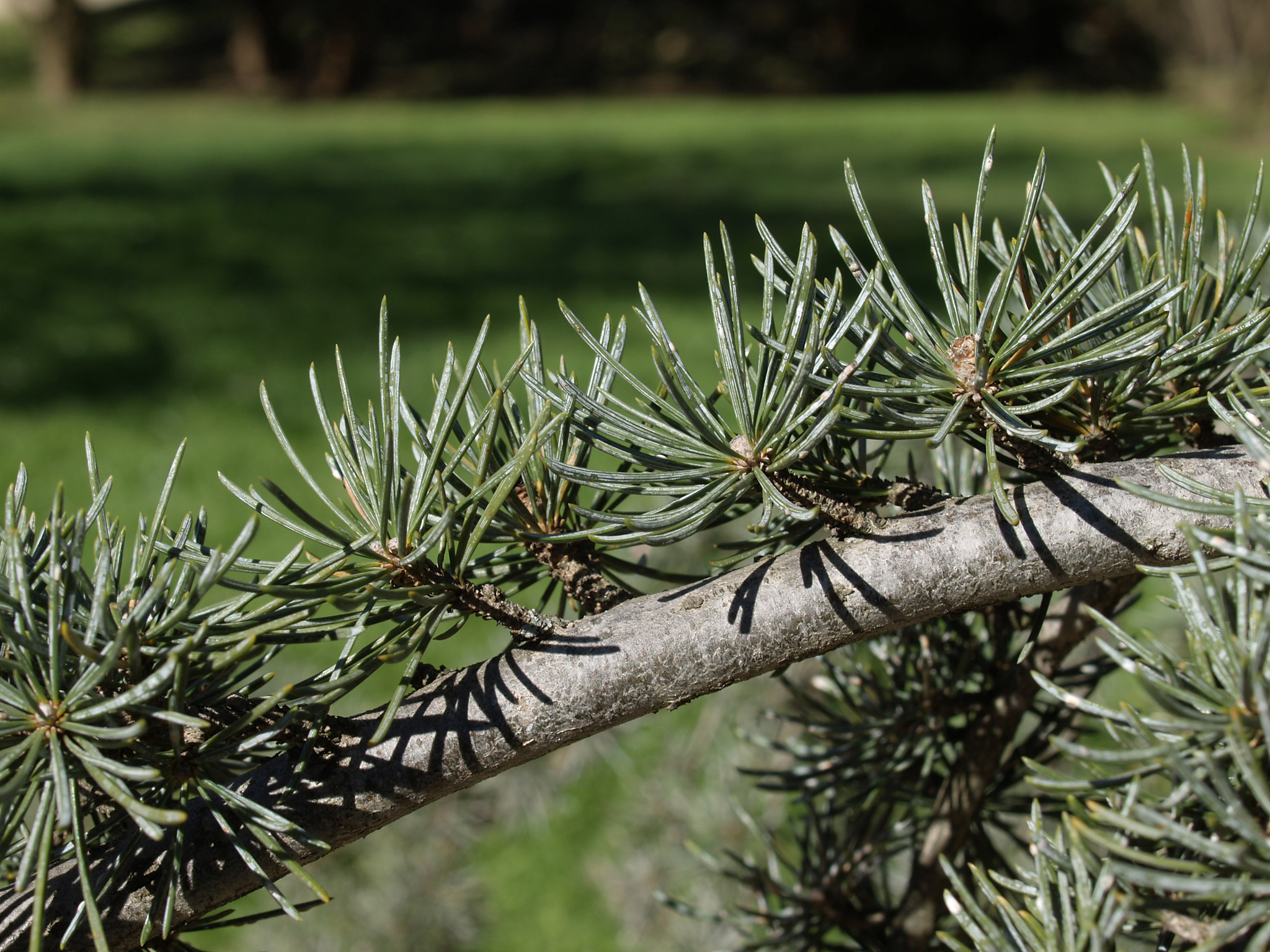
葉は基本的に短枝の先に束になって生える
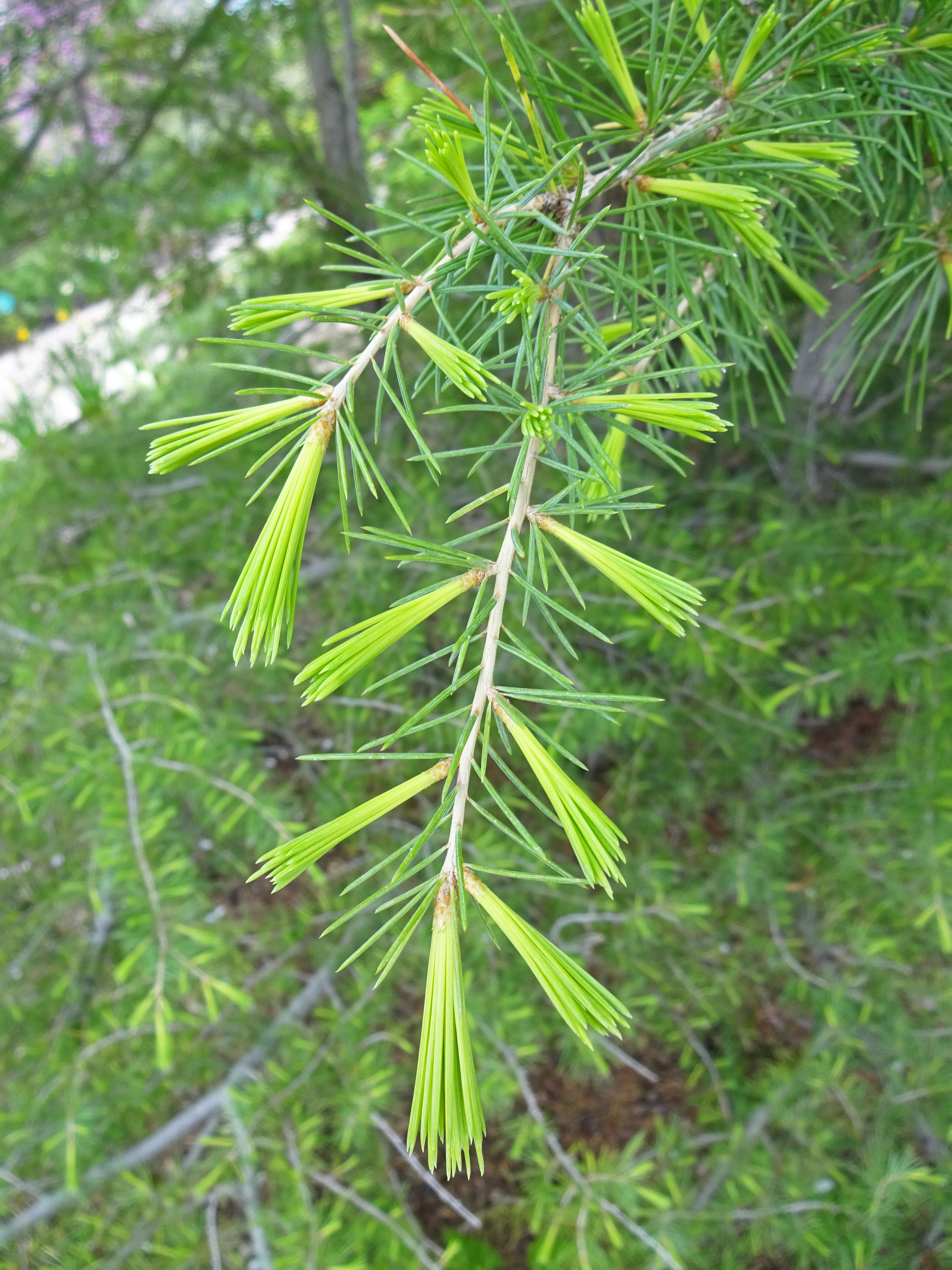
若い枝の先端部で短枝の葉と長枝の葉のどちらも見える

### 花・球果
球果はマツ科共通で鱗片の集まった形状をしている。ヒマラヤスギ属のそれは全体的な形はモミ属のものと似ているが、よりずんぐりとしている。球果は樹上で分解しながら種子を散布する。種子には翼がある。

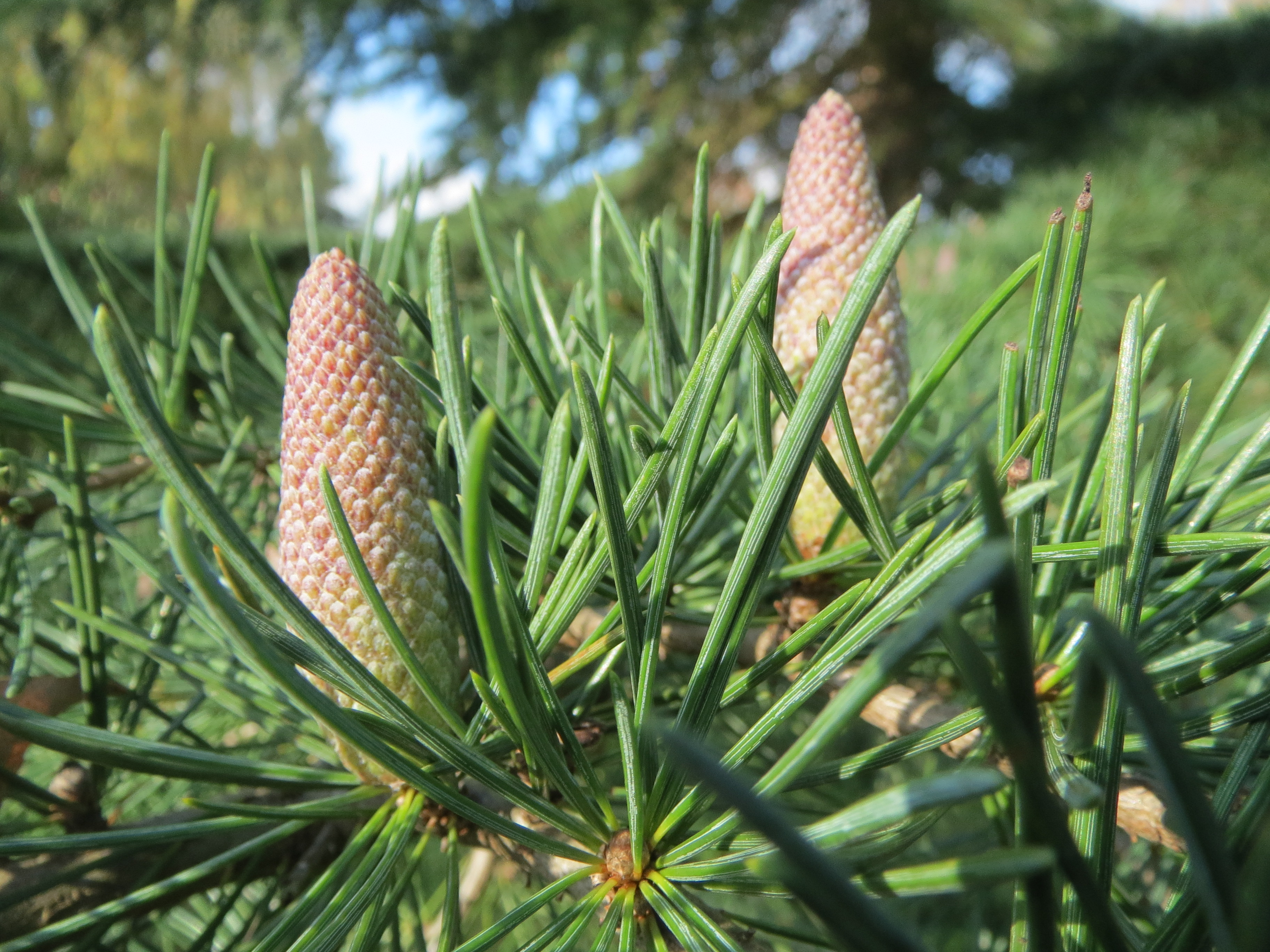
ヒマラヤスギ属の雄花
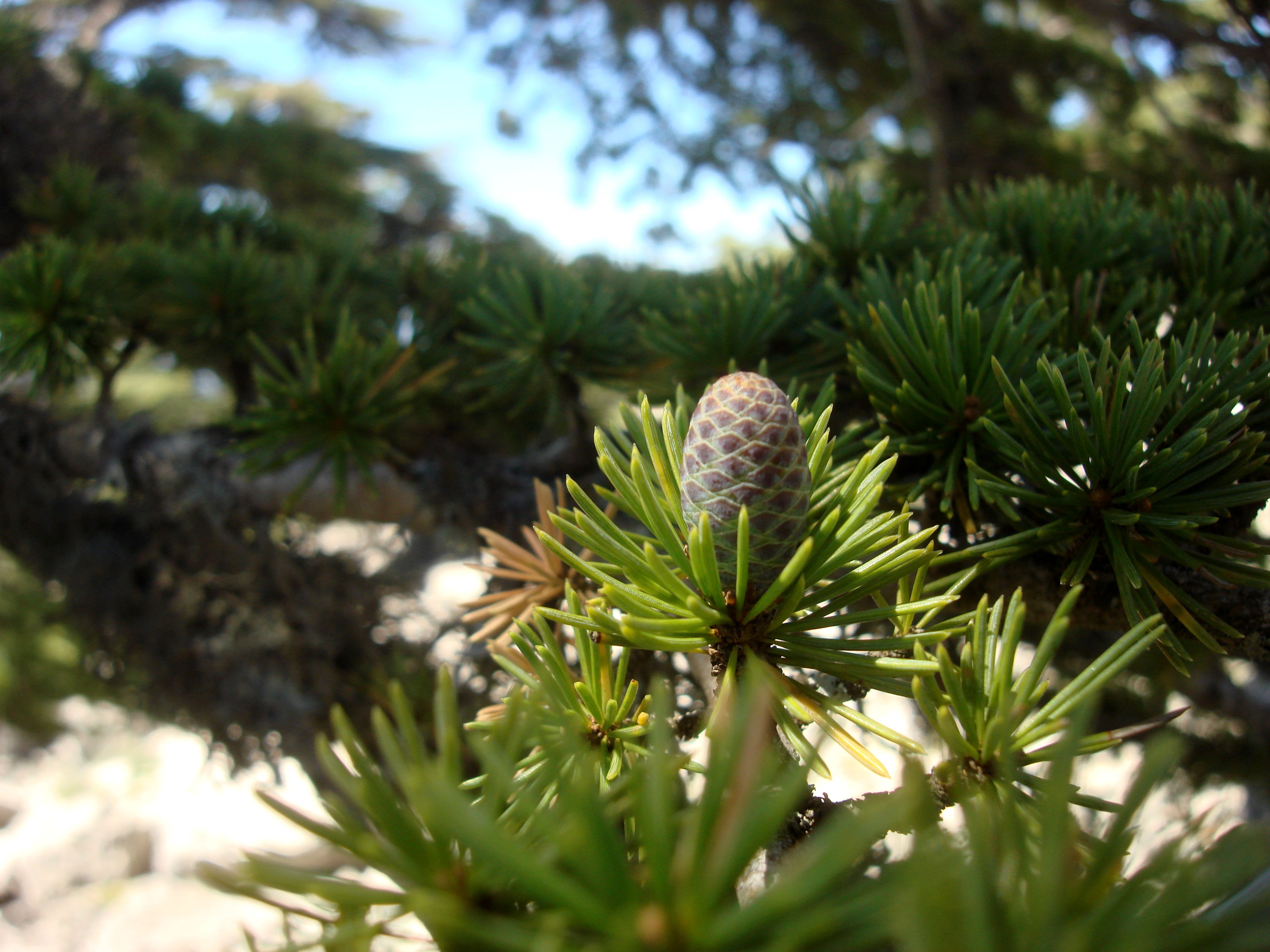
ヒマラヤスギ属の雌花
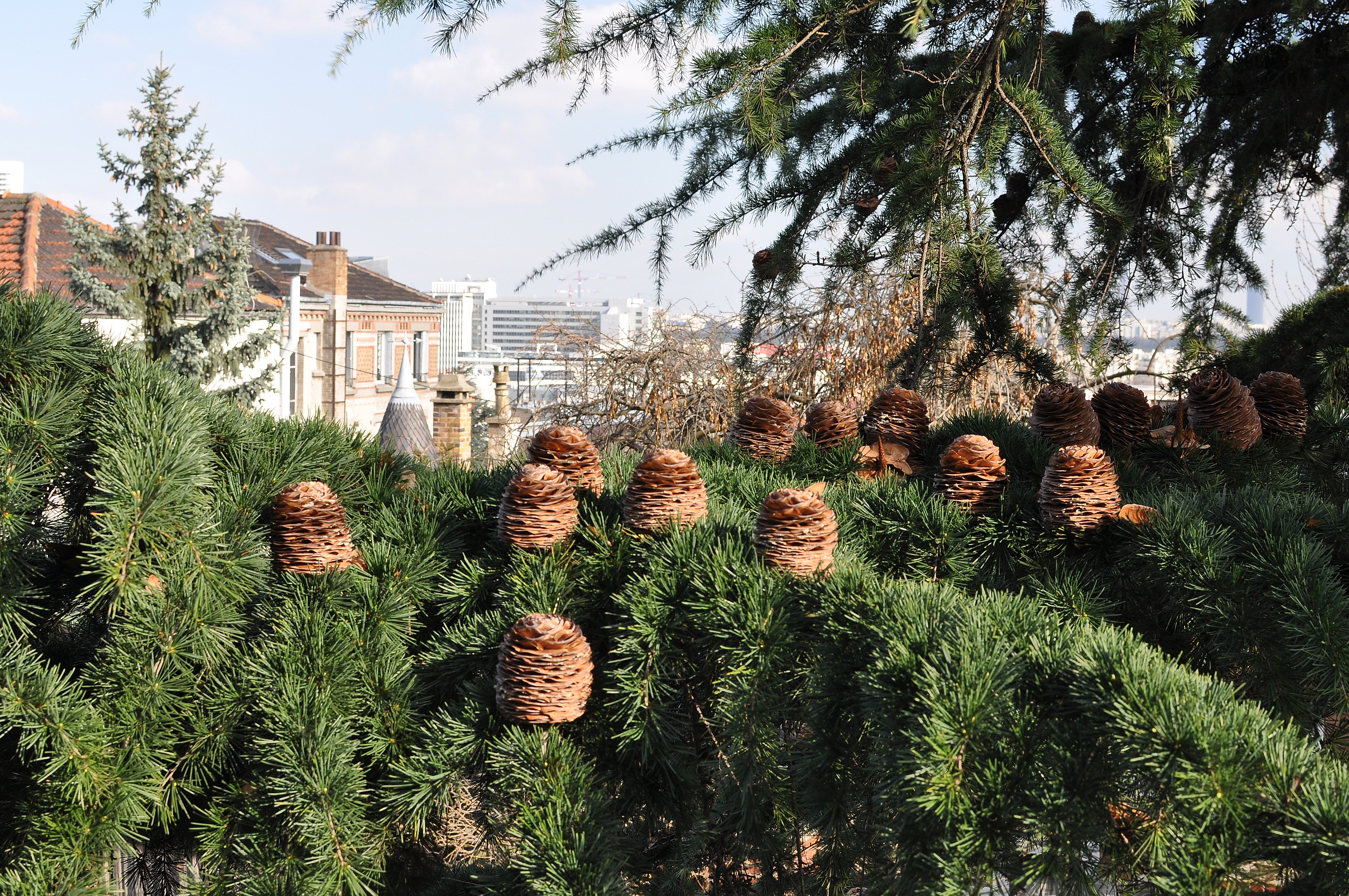
樹上に直立する球果
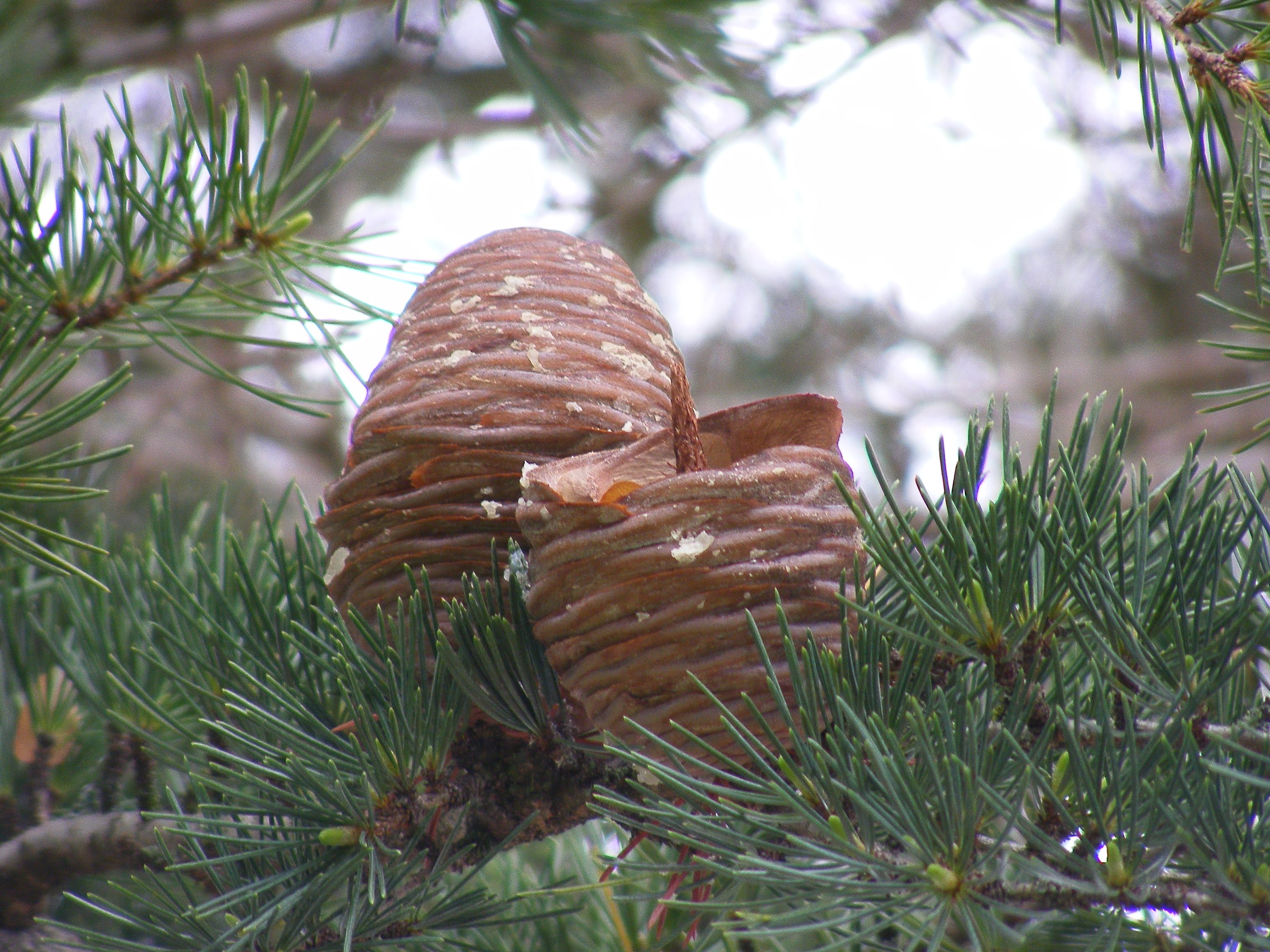
樹上で分解中のヒマラヤスギ属の球果
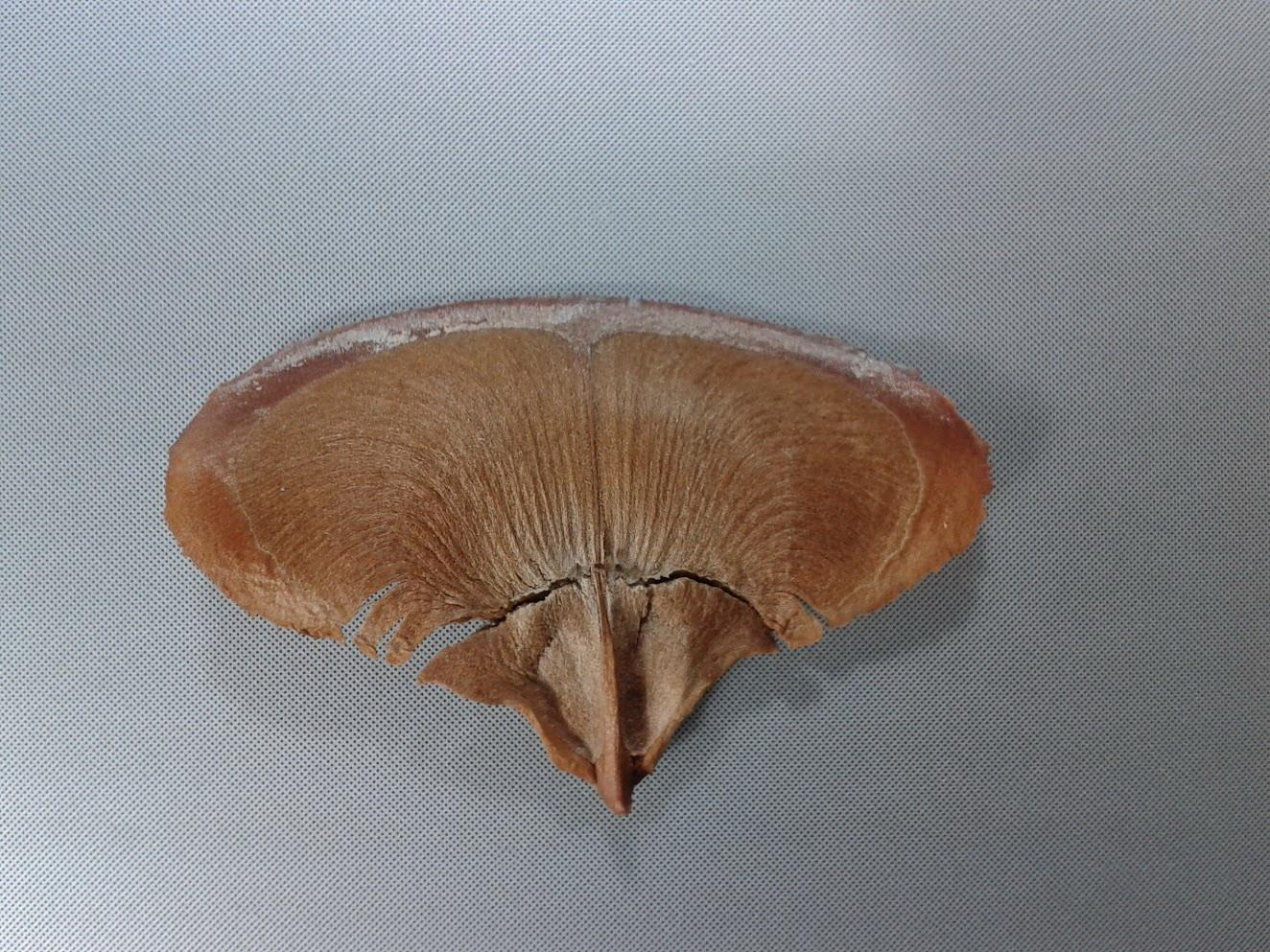
球果の鱗片

## 生態
他のマツ科と同じくヒマラヤスギ属樹木の根も菌類と共生し菌根を形成する。樹木にとっては菌根を形成することで、土壌中の栄養分の吸収促進や菌類が作り出す抗生物質等による病原微生物の駆除等の利点があり、菌類にとっては樹木から光合成産物の一部を分けてもらうことができる。土壌中には菌根から菌糸を介し同種他個体や他種植物に繋がる広大なネットワークが存在すると考えられている。共生する菌類の子実体は人間がキノコとして認識できる大きさに育つものが多く、中には食用にできるものもある。

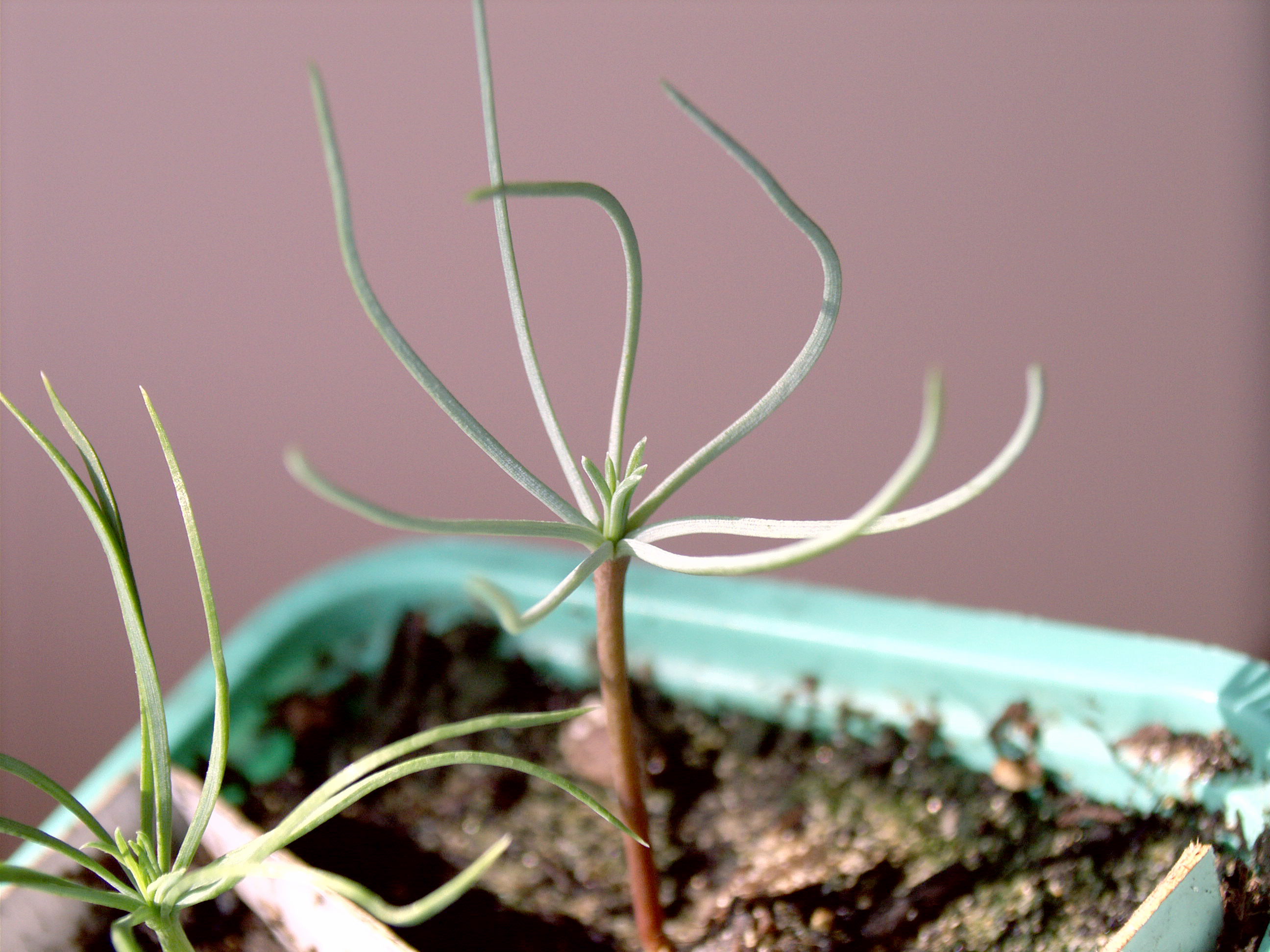
ヒマラヤスギ属の発芽
菌根によるネットワークの模式図
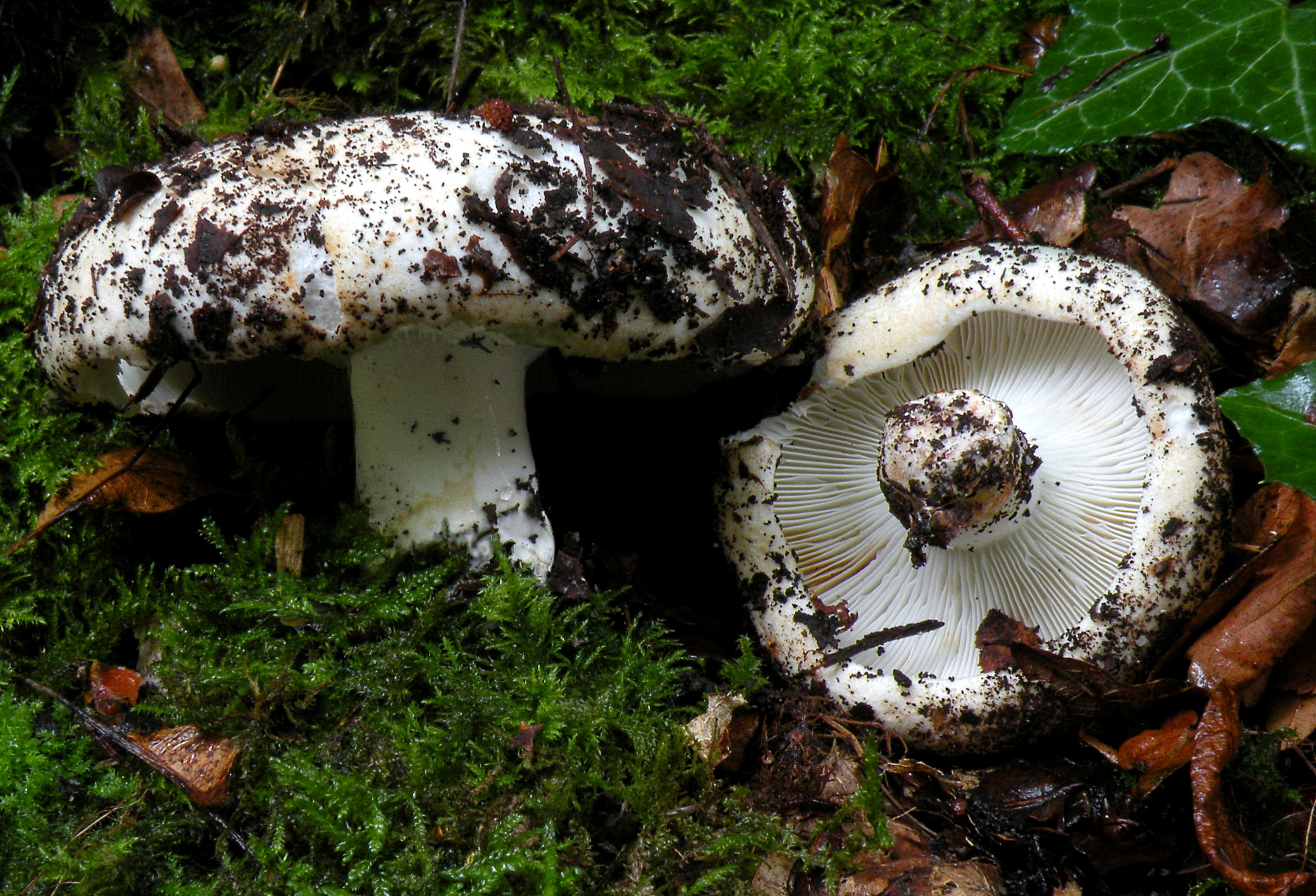
ヒマラヤスギ属と共生するシロハツ近縁種（ベニタケ科）

## 人間とのかかわり
ヒマラヤスギ属の樹木は、冬季の気温が-25℃を下回らない温帯で園芸用の飾り木として人気がある。またその耐久性にも注目され、紀元前1,000年に作られたイスラエルのソロモン王の神殿に使われていたのが有名である。またこの木は屋根材として防寒の目的にも用いられている。さらにヒマラヤスギおよびこれから得られる精油は天然の虫除け剤として使われ、結婚の際に持参するホープチェストはヒマラヤスギから作られることが多い。トルコを中心とした地中海地方ではヒマラヤスギの大規模な植林が行われており、毎年5,000万本以上の苗が植えられている。

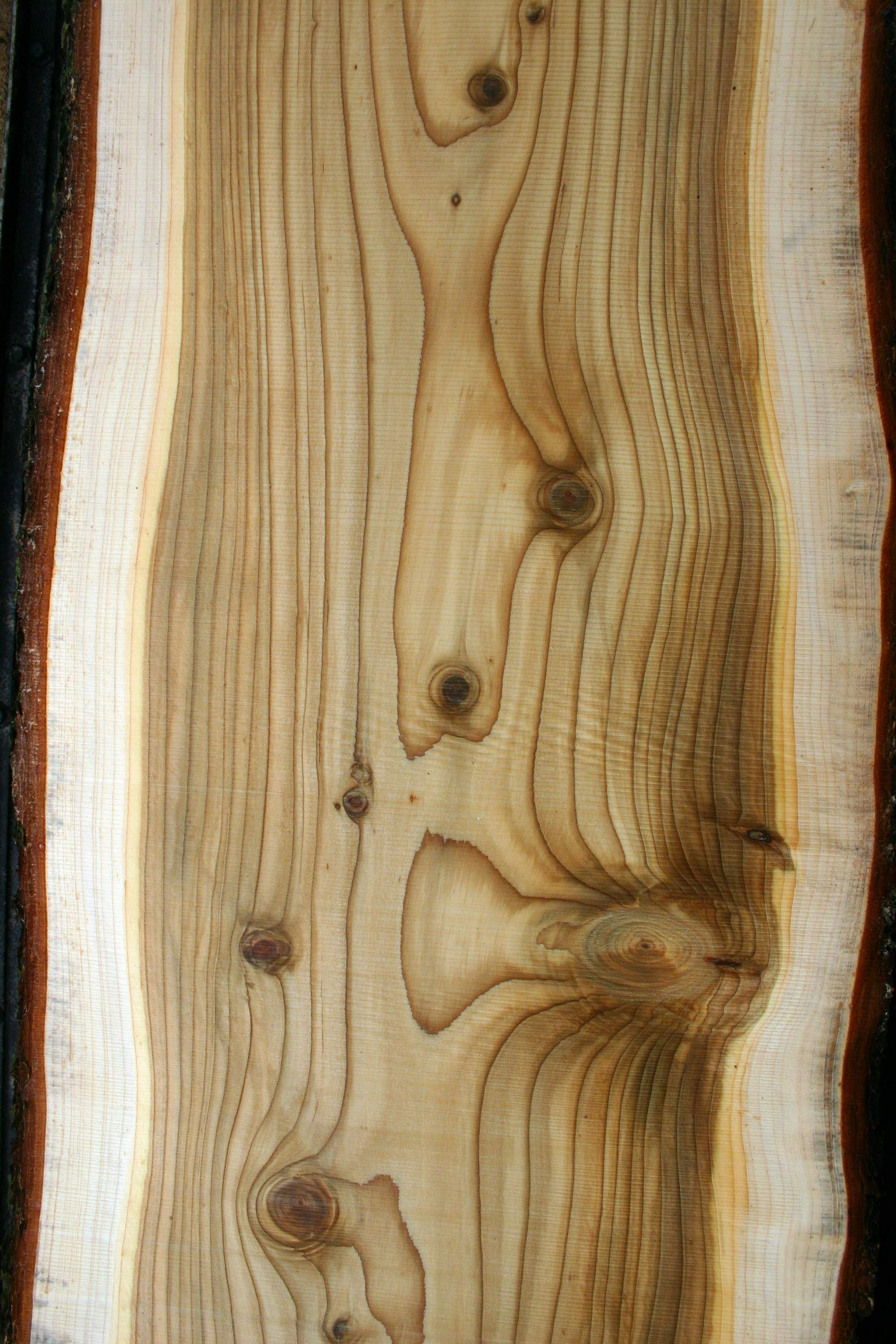
木材として利用されるヒマラヤスギ属
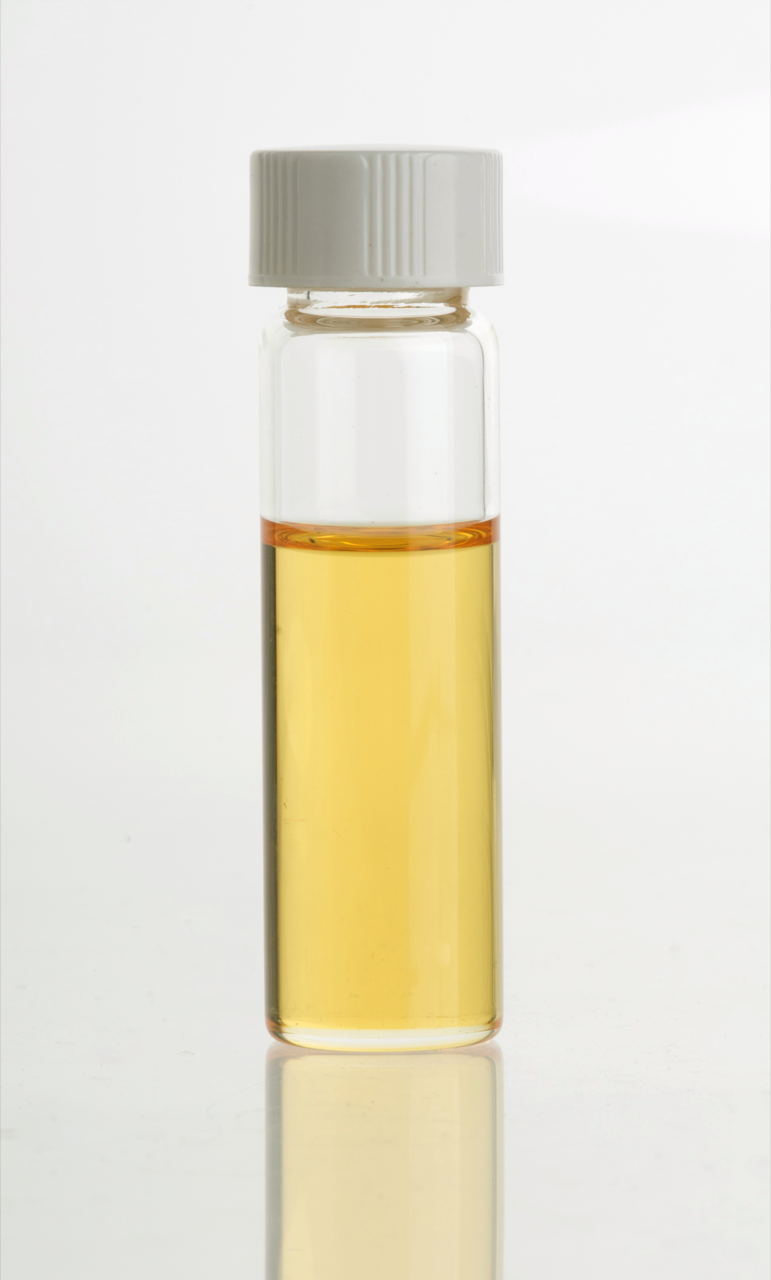
ヒマラヤスギ属から作られた精油
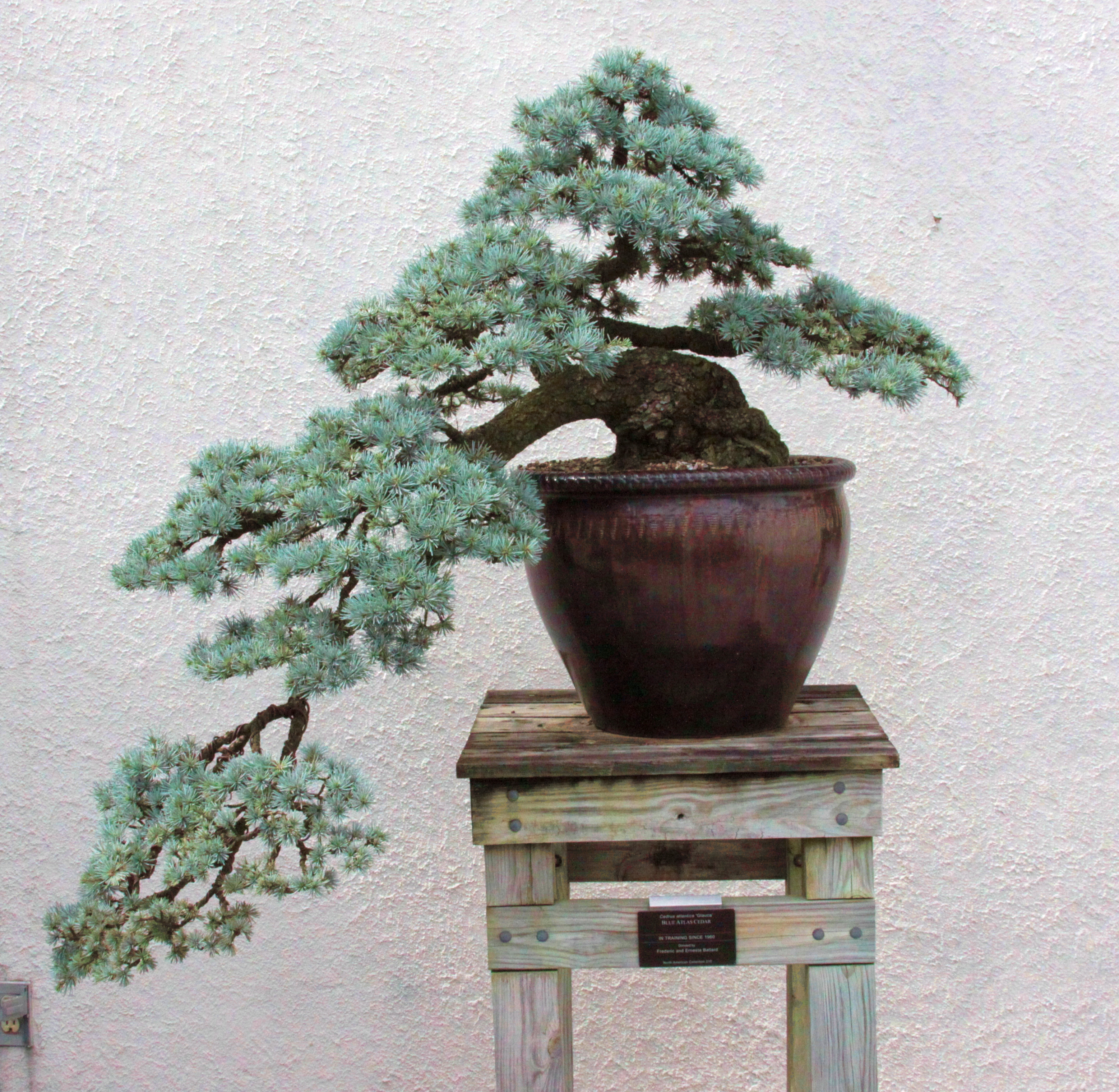
盆栽に仕立てられたヒマラヤスギ属

## 下位分類
ヒマラヤスギ属は4種に分類される。
- Cedrus atlantica

北アフリカのアトラス山脈に分布
- C. brevifolia

キプロス島固有種。
- ヒマラヤスギ C. deodara

ヒマラヤ西部に分布。ヒマラヤスギ属の最大種で樹高は60mに達することもある。25-60mmである。球果にはわずかに畝がある。
- レバノンスギ C. libani

トルコ、レバノンからモロッコにかけての地中海地方の山に自生する。葉は深緑から青緑色で、8-25mmである。球果はなめらかである。

## 語源
ラテン語名の cedrus と属の学名の Cedrus はともにギリシア語の kedros に由来する。ギリシア語とラテン語で kedros と cedrus は、現在ヒマラヤスギ属とビャクシン属に含まれる植物を表す言葉であった。ビャクシン属はギリシアに自生していたが、ヒマラヤスギ属は自生していなかった。そして kedros という言葉は中東に由来するものではなく、ギリシア内でビャクシン属を表す言葉として発生し、後に同じように強い香りを発するヒマラヤスギについても表すようになっていったと考えられている。cedar という言葉はヒノキ科、センダン科、ギョリュウ科など強い香りを発する他の種の樹木の名前の一部にも使われている。